# Jerman Vrh
Jerman Vrh – wieś w Słowenii, w gminie Škocjan. W 2018 roku liczyła 76 mieszkańców.